# Liste der Monuments historiques in Attigny (Ardennes)
Die Liste der Monuments historiques in Attigny führt die Monuments historiques in der französischen Gemeinde Attigny auf.

## Liste der Immobilien
| Bezeichnung           | Beschreibung            | Standort                 | Kennzeichnung | Schutzstatus | Datum | Bild           |
| --------------------- | ----------------------- | ------------------------ | ------------- | ------------ | ----- | -------------- |
| Kirche Notre-Dame     | ab dem 11. Jahrhundert  | Place du Parvis (Lage)   | PA00078334    | Classé       | 1910  | weitere Bilder |
| Palais de Charlemagne | aus dem 16. Jahrhundert | Place Charlemagne (Lage) | PA00078335    | Classé       | 1922  | weitere Bilder |

## Liste der Objekte
| Bezeichnung                   | Beschreibung                                                 | Standort                        | Kennzeichnung | Schutzstatus    | Datum     | Bild |
| ----------------------------- | ------------------------------------------------------------ | ------------------------------- | ------------- | --------------- | --------- | ---- |
| Hauptaltar                    | Altartisch und Baldachin; Marmor, Holz, 17. Jahrhundert      | in der Kirche Notre-Dame (Lage) | PM08000026    | Classé          | 1908      |      |
| Gemälde Le Mariage en Assyrie | Ölfarbe auf Leinwand, Holzrahmen, 1896 von Louis-Marie Doyen | im Hôtel de Ville (Lage)        | PM08000692    | Classé          | 2008      |      |
| Kirchenfenster                | aus dem 15. Jahrhundert; im Ersten Weltkrieg zerstört        | in der Kirche Notre-Dame (Lage) | PM08000636    | Classé gelöscht | 1910 1944 |      |
| Grabstein                     | Stein, 17. Jahrhundert; im Ersten Weltkrieg zerstört         | in der Kirche Notre-Dame (Lage) | PM08000637    | Classé gelöscht | 1908 1944 |      |
| Vier Heiligenskulpturen       | Holz, 16. Jahrhundert; im Ersten Weltkrieg zerstört          | in der Kirche Notre-Dame (Lage) | PM08000638    | Classé gelöscht | 1911 1944 |      |
| Relief Kreuzabnahme           | Holz, 16. Jahrhundert; im Ersten Weltkrieg zerstört          | in der Kirche Notre-Dame (Lage) | PM08000639    | Classé gelöscht | 1911 1944 |      |